# Unirea (gmina w okręgu Călărași)
Unirea – gmina w Rumunii, w okręgu Călărași. Obejmuje miejscowości Oltina i Unirea. W 2011 roku liczyła 2636 mieszkańców. 